# Max Viana
Max Frederico Viana (Rio de Janeiro, 9 de setembro de 1973) é um cantor, compositor e guitarrista brasileiro. Entre suas influências musicais estão ritmos como jazz, soul music, black music, MPB e flamenco. Max é filho do cantor e compositor Djavan.
Max abandonou a faculdade de Economia para estudar no Guitar Institute of Technology, em Los Angeles, onde obteve aulas do exímio guitarrista Scott Henderson.
Ao retornar ao Brasil tocou com o cantor Edmon, gravou com Zé Ricardo, integrou a banda Sindicato Soul por três anos ao lado do vocalista Sérgio Loroza. Fez parcerias com Jair Rodrigues em canções como "Domingo de Verão" e "Prazer e Luz".
Em shows de Bernardo Lobo, dividiu o palco com Chico Buarque, Milton Nascimento e Edu Lobo.
Investiu em aulas de canto para defender as músicas que escrevia.
Foi em 1998 a partir de Bicho Solto que Max passou a participar dos discos e shows do pai, foram três anos de estrada.
Nesse mesmo ano deu início a gravação do que viria a ser o seu primeiro disco solo No Calçadão, que devido às gravações de Milagreiro, de Djavan, teve de esperar até o ano de 2003. Quatro anos mais tarde gravou Com Mais Cor.

## Discografia
- No Calçadão (2003)
- Com Mais Cor (2007) (3.000)
- Um Quadro de Nós Dois (2011) (1.500)